# Стеклянный зверинец
«Стеклянный зверинец» (англ. The Glass Menagerie) — частично автобиографическая пьеса Теннесси Уильямса, принёсшая ему первый громкий успех. Пьеса была удостоена премии театрального сезона 1944/1945 года, присуждаемой Нью-Йоркским кружком театральных критиков.

## Создание
Прототипом семьи Уингфилдов стала собственная семья драматурга: строгий отец, вспыльчивая мать и сестра Роуз, страдавшая депрессией. Впервые пьеса была поставлена в 1944 году в Чикаго, где имела большой успех.

## Персонажи
- Аманда Вингфилд — мать
- Лора Вингфилд — её дочь
- Том Вингфилд — её сын
- Джим О’Коннор — визитёр

## Экранизации
- 1950 — «Стеклянный зверинец», режиссёр Ирвинг Рэппер.
  - Гертруда Лоуренс — Аманда
  - Джейн Уайман — Лора
  - Артур Кеннеди — Том
  - Кирк Дуглас — Джим О’Коннор
- 1966 — «Стеклянный зверинец», режиссёр Майкл Эллиот.
  - Ширли Бут — Аманда
  - Барбара Лоден — Лора
  - Хэл Холбрук — Том
  - Пэт Хингл — Джим О’Коннор
- 1967 — «Стеклянный зверинец», режиссёр Гуннель Брострём (Швеция).
- 1973 — «Стеклянный зверинец», режиссёр Энтони Харви.
  - Кэтрин Хепбёрн — Аманда
  - Джоанна Майлз — Лора
  - Сэм Уотерсон — Том
  - Майкл Мориарти — Джим О’Коннор
- 1987 — «Стеклянный зверинец», режиссёр Пол Ньюман.
  - Джоан Вудворд — Аманда
  - Карен Аллен — Лора
  - Джон Малкович — Том
  - Джеймс Нотон — Джим О’Коннор

## Спектакли в СССР[4]и России
- «Стеклянный зверинец» (1968), телеспектакль Волгоградской студии
- «Стеклянный зверинец» (1968?)[5][6][7][8], режиссер — Давид Карасик, телеспектакль Ленинградского телевидения
  - Нина Василькова —Лаура
  - Анна Лисянская — Аманда
  - Михаил Волков — Том
  - Игорь Озеров — Джим
- «Стеклянный зверинец» (1968), Русский драматический театр (Вильнюс)
- «Стеклянный зверинец» (1968), режиссёр — Каарин Райд, Театр имени М.Н. Ермоловой (Москва)
- «Стеклянный зверинец» (1968), Омский драматический театр
- «Стеклянный зверинец» (1969), Барнаульский драматический театр
- «Стеклянный зверинец» (1969), Русский драматический театра им. А.П. Чехова (Кишинев)
- «Стеклянный зверинец» (1981), режиссёр — Генриетта Яновская, Малый драматический театр (Ленинград)
  - Вера Быкова — Аманда
  - Ольга Белявская —  Лаура
  - Виктор Гвоздицкий — Том
  - Михаил Самочко — Джим
  - Сергей Мучеников — Отец
- «Стеклянный зверинец» (1988)[9], режиссёр — Н. Джексон, художник — Эдуард Кочергин, Большой драматический театр им. Г. А. Товстоногова (Санкт-Петербург)
  - Алиса Фрейндлих — Аманда
  - Елена Попова — Лаура
  - Андрей Толубеев — Том
  - Геннадий Богачёв — Джим

- «Стеклянный зверинец» (1992) — режиссёр Игорь Туров, театр-студия «Зеркало» (г. Вологда).
- «Стеклянный зверинец» (1994) — режиссёр Армен Элбакян, Ереванский артистический театр им. Фрунзе Мкртчяна, Армения
- «Стеклянный зверинец» (1999) — режиссёр Яков Рубин, Камерный Драматический театр (Вологда).
- «Стеклянный зверинец» (2001), режиссёр — Александр Огарёв (режиссерский дебют), РАМТ
- «Стеклянный зверинец» (2004), режиссёр — Наталья Черных, Молодежный театр «Свободное пространство» (Орёл)
- «Стеклянный зверинец» (2006), режиссёр — Павел Зобнин (режиссерский дебют), Омский Академический театр драмы.
- «Синие розы» (2006), режиссер — Лев Шехтман, Молодёжный театр на Фонтанке (Санкт-Петербург).
  - Елена Соловьёва — Аманда
  - Пётр Журавлёв — Том
  - Эмилия Спивак — Лора
  - Евгений Титов — Джим О’Коннор
- «Синие розы» (2008), режиссер — режиссер Уолтер Шоен, Саратовский ТЮЗ им. Ю. П. Киселева
- «Стеклянный зверинец» (2009) — режиссёр Виктор Прокопов, Театр для детей и молодёжи (г. Кемерово).
- «Синяя Роза» (2012)
  - Ольга Остроумова — Аманда
  - Кирилл Сафонов — Том
  - Ольга Арнтгольц — Лора
  - Анатолий Смиранин — Джим О’Коннор
- «Стеклянный зверинец» (2012), режиссер — Анна Пухова, Театр Которого Нет (Москва)
- «Стеклянный зверинец» (2013) — режиссёр Виталий Синицкий Тверской академический театр драмы
  - Вера Рычкова — Аманда
  - Виталий Синицкий — Том
  - Виктория Козлова— Лора
  - Алексей Майский — Джим О’Коннор
- «Стеклянный зверинец» (2013), режиссер — Туфан Имамутдинов, Театр Наций (Москва)
  - Марина Неелова — Аманда
  - Евгений Ткачук — Том
  - Алла Юганова — Лора
  - Павел Кузьмин — Джим О’Коннор
- «Стеклянный зверинец» (2015), режиссер — Мария Шиманская, Дзержинский театр драмы
  - Юлия Ильина — Аманда
  - Денис Мартынов — Том
  - Екатерина Балунина — Лора
  - Вячеслав Рещиков — Джим О’Коннор

- «Стеклянный зверинец» (2017), режиссер — Алексей Янковский, Театральная мастерская «АСБ» (Санкт-Петербург)[10]

- «Стеклянный зверинец» — Мичуринский драматический театр
  - Татьяна Рогачёва — Аманда
  - Сергей Холкин — Том
  - Евгения Воронова — Лора
  - Эльдар Касумов — Джим О’Коннор
- «Стеклянный зверинец» (2019), режиссер — Марк Розовский, Театр У Никитских ворот (Москва)
  - Галина Борисова — Аманда
  - Александр Чернявский — Том
  - Ника Пыхова — Лаура
  - Михаил Озорнин — Джим

- «Стеклянный зверинец» (2022) — Вологодский драматический театр
  - Оксана Киселёва — Аманда
  - Георгий Батищев — Том
  - Наталья Никитина — Лаура
  - Дмитрий Дядюхин — Джим О’Коннор
- «Стеклянный зверинец» (2023), режиссер — Григорий Алексеев, Театр «У Борисыча»
  - Юлия Карасева — Аманда
  - Алексей Кузнецов — Том
  - Татьяна Салова — Лора
  - Александр Ерофеев — Джим О’Коннор

- «Стеклянный зверинец» (2023), режиссёр — Николай Коляда, Коляда-театр (Екатеринбург)
  - Тамара Зимина — Аманда
  - Валерий Зайцев — Том
  - Кристина Горбунова — Лора
  - Дмитрий Брейкин — Джим
- «Стеклянный зверинец» (2023), режиссёр — Дмитрий Хохлов (режиссерский дебют), Санкт-Петербургский театр «Мастерская»
  - Юлия Нижельская — Аманда
  - Максим Блинов — Том
  - Кристина Куца — Лаура
  - Антон Горчаков — Джим
- «Стеклянный зверинец» (2024), режиссёр — Сергей Исаев, театр «Остров» (Санкт-Петербург)
  - Наталья Васильева — Аманда
  - Юлия Тарасенко — Лора
  - Фёдор Тарасенко — Том
  - Сева Бобров — Джим